# 小行星55636
小行星55636 2002 TX300（也可以寫成(55636) 2002 TX300）是近地小行星追蹤計畫在2002年10月15日發現的一個大外海王星天體 (TNO)。 
2002 TX300是顆絕對星等介於创神星和伐罗那之間的经典柯伊伯带天体（QB1天体），並且是三顆中離心率最大的。
視覺上的光度變化吻合7.9小時15.8小時的自轉週期 (目前尚不能區分是雙高峰還是單一高峰)，而光度的變化趨近於誤差的極限，也可能歸咎於表面形狀的不規則.

## 大小
非檢測性的紅外線熱發射認為他的直徑上限是709公里，反照率的下限是0.19。

## 軌道
2002 TX300被分類為经典柯伊伯带天体，並且軌道和妊神星非常相似：高傾角 (26°) 和適度的離心率 (e ～ 0.12)，並且遠離海王星的軌道攝動 (近日點 ～ 37AU)，其他中等尺度的经典柯伊伯带天体都有著類似的軌道，特別是2002 UX25和 2002 AW197。

(藍色)、 (綠色)、和海王星 (灰色) 的軌道。

(藍色)、 (綠色)、和海王星 (灰色) 的軌道。

圖形顯示這兩個QB1天體鳥瞰(軸方向)和從黃道上觀察的軌道，並且標示出經過近日點 (q)和遠日點 (Q)的日期。當時的位置 (2006年4月)以球型顯示，並且顯是相對的大小和反照率 (兩者均以原本的可見光譜呈現)。

## 表面
小行星55636在可见光和近红外区的光谱和冥卫一相似，光谱斜率略偏向蓝光，在1.5和2.0μm处有较大的吸收峰，这是有水存在的证据。根据矿物学分析，推测水占到小行星55636质量的很大一部分。

## 起源
因小行星55636的物理特征和轨道特征都与妊神星相似，天文学家认为小行星55636属于妊神星碰撞家族（妊神星族）的一部分，由过去两颗天体碰撞时喷出的地幔形成。

## 外部連結
- AstDys （页面存档备份，存于） orbital elements
- Orbital simulation from JPL (Java) / Ephemeris （页面存档备份，存于）